# Abraham Schwadron

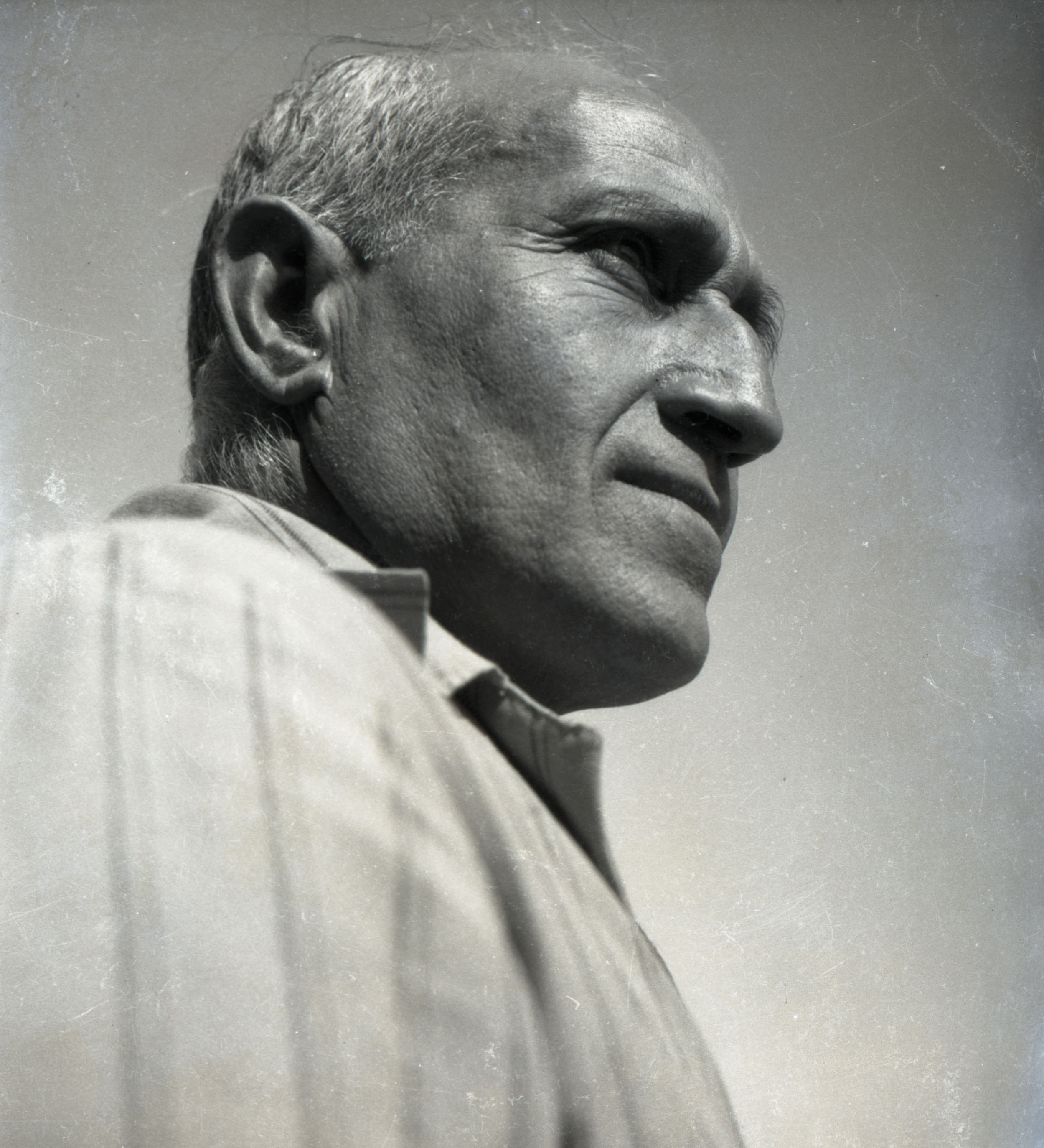
Helmar Lerski: Avraham Schwadron (1932)

Abraham Schwadron, später Avraham Sharon hebräisch אברהם שרון, (geboren 10. September 1878 in Bieniów, Bezirk Złoczów, Österreich-Ungarn; gestorben 17. Oktober 1957 in Jerusalem) war ein österreichisch-israelischer Schriftsteller und Autographensammler.

## Leben
Abraham Schwadron war ein Sohn des Spirituosenfabrikanten Isaac Schwadron und der Rivka Gelernter. Schwadron lernte Lesen und Schreiben beim Rabbiner von Berezhany, seinem Onkel Sholom Mordechai Schwadron, und besuchte dann das Jüdische Gymnasium in Suceava. Der Wiener Oberrabbiner Moritz Güdemann inspirierte ihn, Autographen zu sammeln, die Sammlung umfasste im Jahr 1900 bereits 1200 Stücke, diese erste Sammlung ging aber bei einem Hausbrand verloren. Er sammelte weiter und auch Porträtfotografien. Schwadron studierte Chemie an der Universität Wien und wurde 1914 mit der Dissertation Über die Kernmethylierung des Orcins (1911) promoviert.
Schwadron kehrte nach dem Studium nach Galizien zurück und wurde zionistisch aktiv. Er schrieb für verschiedene Zeitschriften und übersetzte von Chaim Nachman Bialik den Gedichtband Nach dem Pogrom, der unter dem Eindruck des Pogroms von Kischinjow (1903) entstanden war: Ich habe wiederholt ganze Verse und Versteile aus der Übertragung von Ernst Müller herübergenommen.
Bei Beginn des Ersten Weltkriegs 1914 floh er nach Wien, wo er Essays in Dr. Bloch’s Oesterreichischer Wochenschrift, herausgegeben von Joseph Samuel Bloch, veröffentlichte. Schwadron war Kriegsfreiwilliger im Ersten Weltkrieg und schrieb, unter der Aufsicht der Zensur, über Kriegserlebnisse in Blochs Wochenschrift. Bei Kriegsende änderte er seinen Namen in Sharon.
1927 wanderte er nach Palästina aus und betätigte sich dort weiterhin als freiberuflicher Schriftsteller und Komponist. Seine Handschriften- und Fotosammlung schenkte er 1927 der Nationalbibliothek Jerusalem und half seither dem Museum gegen einen geringen Lohn bei der Katalogisierung der Bestände. Sharon wurde 1957 von einem Auto überfahren und starb an den Verletzungen.

## Schriften (Auswahl)
- Mauschel-Predigt eines Fanatikers. Wien : Löwit, 1916
- Von der Schande euerer Namen : ein Ruf an die zionistische Jugend. Wien : Hickel, 1920. Nachdruck einer Aufsatzreihe.
- Jacob Schwad: Die banalen Ansichten und der tragische Tod des Ziegenbocks Jaraz : Eine philosophische Traumphantasie. Berlin : B. Harz, 1924
- Aus der Zionisten-Predigt eines Fanatikers und anderes. Berlin : B. Harz, 1925
- Der arabische Imperialismus. Berlin : Tr. af Dobrin & Sohn, nach 1930
  - Arab imperialism. London : Palestine labour studies, 1937
- Erschreckende Zahlen. Jerusalem : Achiasaf, 1937 Bibliographie des deutschsprachigen Exils.
- mehrere hebräische Texte, siehe WorldCat

Übersetzung
- Chaim Nachman Bialik: Nach dem Pogrom. Übersetzung aus dem Hebräischen von Abraham Schwadron. Wien : Löwit, 1919